# Batalla de Petrovaradin
La batalla de Petrovaradin es va lliurar el 5 d'agost de 1716 entre l'exèrcit imperial austríac i tropes otomanes en el marc de la tercera Guerra austro-turca (1716-1718).

## Antecedents
El Gran Visir Damad Ali havia reunit el 1716 un exèrcit de 150.000 soldats prop de Belgrad, entre els quals destacaven 40.000 geníssers, 20.000 espahís i 10.000 tàrtars. El Príncep Eugeni de Savoia va decidir sortir a contenir-los a Petrovaradin tenint en compte la seva favorable posició estratègica, on havia manat instal·lar un campament atrinxerat a l'abric de la fortalesa de Petrovaradin pròpiament dita. Va partir de Futog, a 10 km de Petrovaradin, al comandament de 80.000 soldats imperials.
El 2 d'agost de 1716 es van produir els primers combats entre l'avantguarda imperial i la cavalleria turca. L'endemà, el Gran Visir es trobava ja enfront de Petrovaradin i va llançar a 30.000 geníssers contra les posicions imperials, els quals van cavar trinxeres i van començar a bombardejar les fortificacions.
El gruix de l'exèrcit imperial va creuar el Danubi per dos ponts de barques la nit del 4 al 5 d'agost.

## Desenvolupament de la batalla
El Príncep Eugeni de Savoia va iniciar l'atac a les 7 del matí del 5 d'agost. Mentre l'ala dreta al comandament del Príncep Carles Alexandre de Wurtemberg prenia a l'assalt una bateria otomana, el centre de les tropes imperials van patir, perquè el desplegament era lent a causa de les estretes sortides amb què comptava el campament. Els geníssers van passar ràpidament al contraatac i els van fer retrocedir al campament. El Príncep Eugeni de Savoia va poder contenir la retirada amb forces de refresc, i la cavalleria va atacar als turcs pels flancs. El Gran Visir no va aconseguir trencar el setge amb els espahís i reorganitzar a les seves tropes. Els tàrtars fins i tot es van retirar sense haver combatut.
Després que els otomans en retirada fossin aniquilats, el Príncep Eugeni de Savoia es va posar personalment al capdavant dels seus soldats per a atacar el campament del Gran Visir. Amb el suport dels canons de sis fragates de la seva flota, la batalla va acabar a les 2 de la tarda amb la victòria total. El Gran Visir es trobava entre els caiguts. A penes 50.000 homes de l'exèrcit otomà van aconseguir fugir a Belgrad.